# Ivančna Gorica
Ivančna Gorica – wieś w Słowenii, siedziba gminy Ivančna Gorica. W 2018 roku liczyła 2160 mieszkańców.